# Callopistria rectilinea
Callopistria rectilinea là một loài bướm đêm trong họ Noctuidae.